# Überwasser (Münster)
Überwasser war bis 1903 eine Gemeinde im Landkreis Münster der preußischen Provinz Westfalen. Ihr Gebiet gehört heute zur Stadt Münster in Nordrhein-Westfalen.

## Geografie

Die Gemeinde Überwasser im 19. Jahrhundert

Die Gemeinde Überwasser umfasste das westliche und nordwestliche Umland der Stadt Münster. Sie besaß anfänglich eine Fläche von 43,3 km² und nach 1875 eine Fläche von 39,6 km². Auf dem ehemaligen Gemeindegebiet befinden sich heute unter anderem die münsterschen Stadtteile Gievenbeck, Kinderhaus, Kreuzviertel, Sandrup, Sentrup, Sprakel und Uppenberg.

## Geschichte
Die Gemeinde Überwasser ging aus dem Kirchspiel Überwasser hervor, zu dem die vier alten Bauerschaften Gievenbeck, Sandrup, Sprakel und Uppenberg gehörten. Die Überwasserkirche, namensgebende Pfarrkirche des Kirchspiels, lag nicht auf dem Gebiet der Gemeinde Überwasser, sondern seit jeher in der Stadt Münster.
Das Gebiet der Gemeinde Überwasser gehörte nach der Napoleonischen Zeit zunächst zur Bürgermeisterei Mauritz im 1816 gegründeten Kreis Münster. Mit der Einführung der Westfälischen Landgemeindeordnung wurde 1843 aus der Bürgermeisterei Mauritz das Amt Sankt Mauritz.
Seit der Mitte des 19. Jahrhunderts dehnte sich die städtische Bebauung von Münster zunehmend auch auf die Gemeinde Überwasser aus. Im Jahre 1875 wurde das verstädterte Randgebiet von Überwasser in die Stadt Münster eingemeindet. 1903 wurde die Gemeinde endgültig aufgelöst. Kinderhaus, Gievenbeck, Sentrup und Uppenberg wurden in die Stadt Münster eingemeindet, während Sandrup und Sprakel zur Gemeinde St. Mauritz kamen.

## Einwohnerentwicklung
| Jahr | Einwohner | Beleg |
| ---- | --------- | ----- |
| 1832 | 1530      | [ 3 ] |
| 1858 | 2518      | [ 4 ] |
| 1874 | 3848      | [ 1 ] |
| 1885 | 1980      | [ 5 ] |
| 1895 | 2115      | [ 6 ] |

## Heutiger Stadtteil Überwasser
Überwasser ist heute der Name eines Stadtteils (Statistischer Bezirk 12) in der Innenstadt von Münster im Stadtbezirk Mitte. Er umfasst das Altstadtviertel rund um die Überwasserkirche und liegt nicht auf dem Gebiet der ehemaligen Gemeinde Überwasser.